# Emmonak
Emmonak è una città degli Stati Uniti d'America, situata nella Census Area di Wade Hampton, nello Stato dell'Alaska.